# Бавыкин, Алексей Львович
Алексе́й Льво́вич Бавы́кин (род. 3 апреля 1955, Москва) — советский, российский архитектор. Заслуженный архитектор Российской Федерации, вице-президент Союза архитекторов России, профессор МАРХИ. член-корреспондент РААСН (2022).

## Биография
После окончания в 1980 году Московского архитектурного института работал в проектных организациях.
В 1994 году создал архитектурную мастерскую ООО «Алексей Бавыкин и партнёры», является её главным архитектором.
С 1999 года — советник РААСН. С 2000 года — вице-президент Союза архитекторов России, советник президента САР; возглавляет Совет по образованию САР. С 2009 года является профессором МАРХИ.
В 2002—2012 годах работал референтом в Архитектурном совете Москвы под руководством А. В. Кузьмина. С 23 сентября 2014 года возглавляет мастерскую № 5 ОАО «Моспроект».
Входит в состав жюри архитектурных смотров и конкурсов.

### Семья
Дочь — Наталия Алексеевна Бавыкина.

## Творчество
C 1980-х годов занимался конкурсным и концептуальным проектированием. Известен как один из лидеров движения советской «бумажной архитектуры», которое ставило своей целью разработку новых образных решений в архитектуре и имеет мировую известность. Три его работы этого периода хранятся в Русском музее (Санкт-Петербург):
- «Чикаго-трибьюн ll» («Стиль 2001 года»); макет, 1988;
- «Маленький дом» («Овощной магазин»); графика, 1986;
- «Большой дом» («Дом на Зубовской площади»); графика, 1986.

Проекты А. Л. Бавыкина отличаются поэтикой «большой формы» в сочетании с личным стилем и излюбленными приёмами, что позволяет отнести их к некоему особому стилю, который можно назвать «говорящий модернизм». Его архитектура оптимистична и, несомненно, московская, утверждающая формы комфортного настоящего и нестрашного будущего.
А. Л. Бавыкин — один из авторов российской национальной архитектурной премии «Хрустальный Дедал».
Автор более 60 проектов и 27 построек, в числе которых крупные жилые и офисные комплексы, общественные здания, частные жилые дома. Среди реализованных проектов архитектурной мастерской ООО «Алексей Бавыкин и партнёры» можно выделить:
- одну из ранних и лучших работ — проект здания «Инфобанка» по проспекту Вернадского (д. 87 к. 2), построенного в 1998 году и выдвинутого на соискание Государственной премии Российской Федерации в 1999 году.
- Жилой дом-апартаменты в Брюсовом переулке (д. 19), высоко оценённый как хороший пример сочетания исторической и современной архитектуры в центре Москвы[7];
- Здание 26-этажного жилого комплекса в Сочи на улице Кубанская (д. 12б), построенное на возвышенности в самом центре города с видом на море, в сложных грунтовых и сейсмических условиях.
- Здание 35-этажного жилого комплекса на улице Сельскохозяйственная (вл. 16 к. 1), ставшее градостроительной доминантой, хорошо читаемой с проспекта Мира.

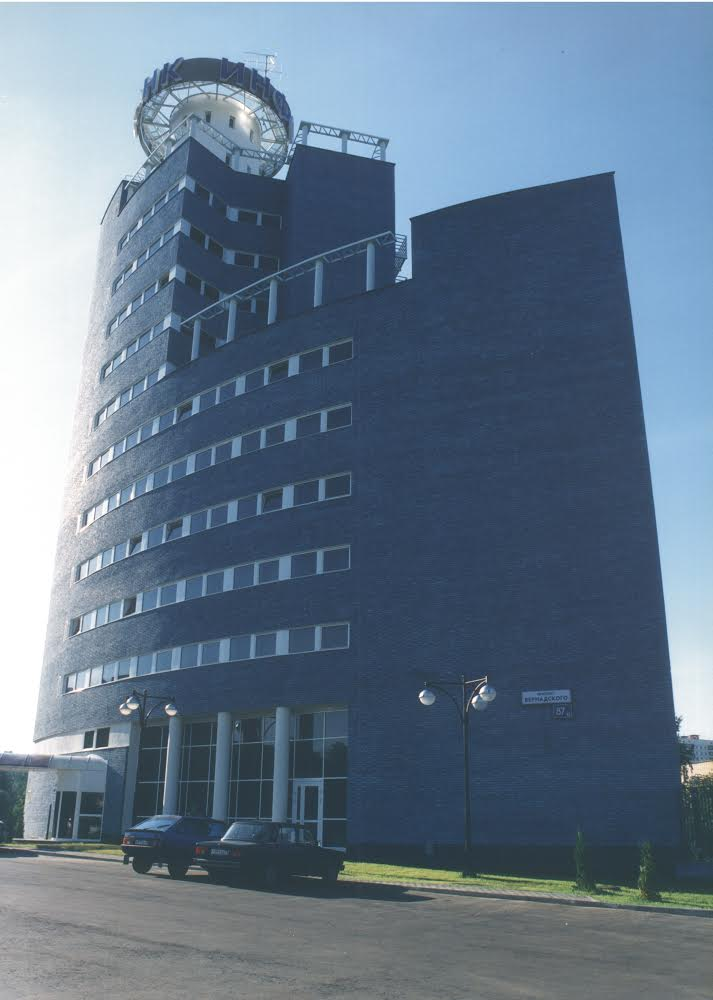
Дом-корабль на Вернадского
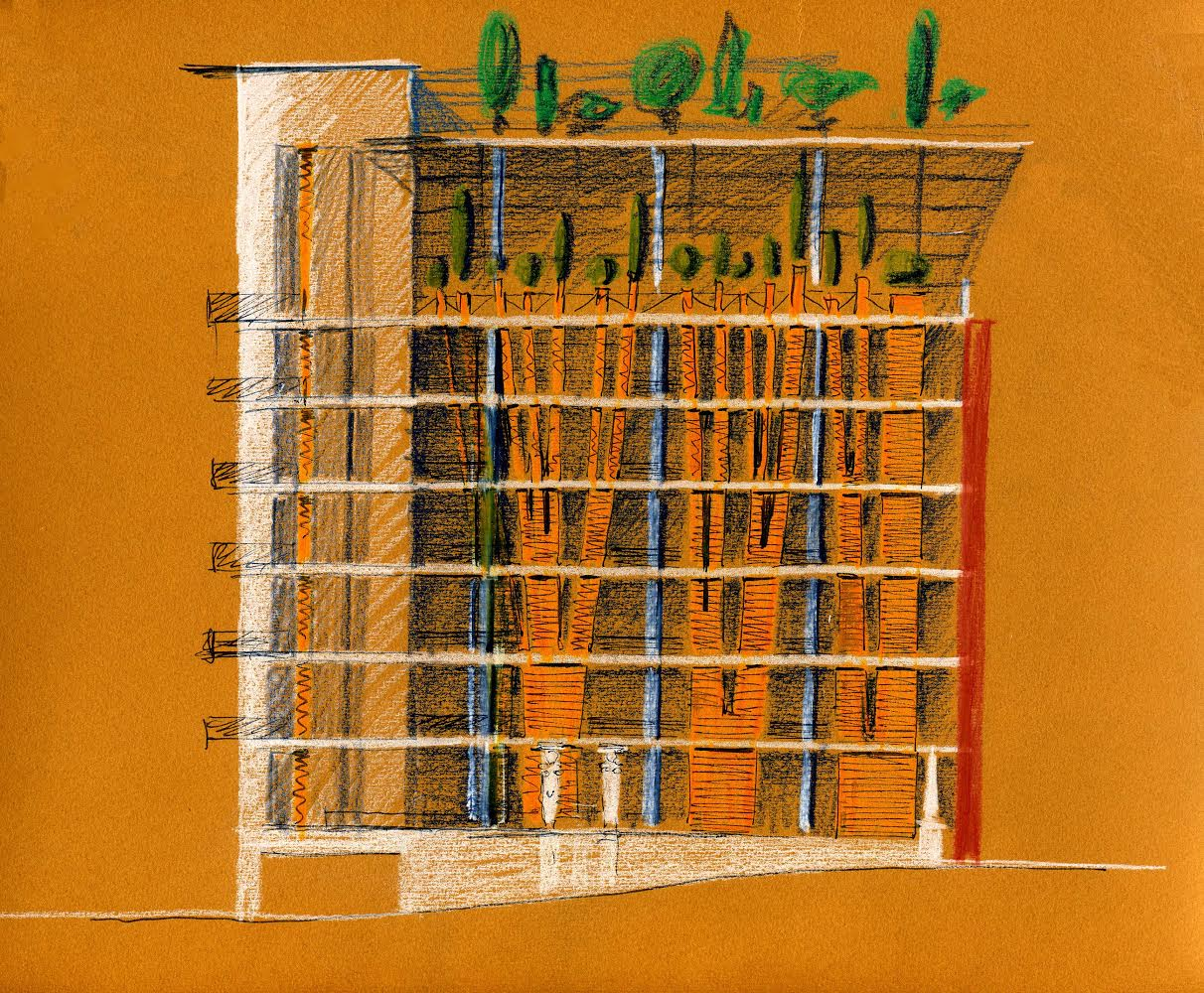
Эскиз жилого дома в Брюсовом переулке
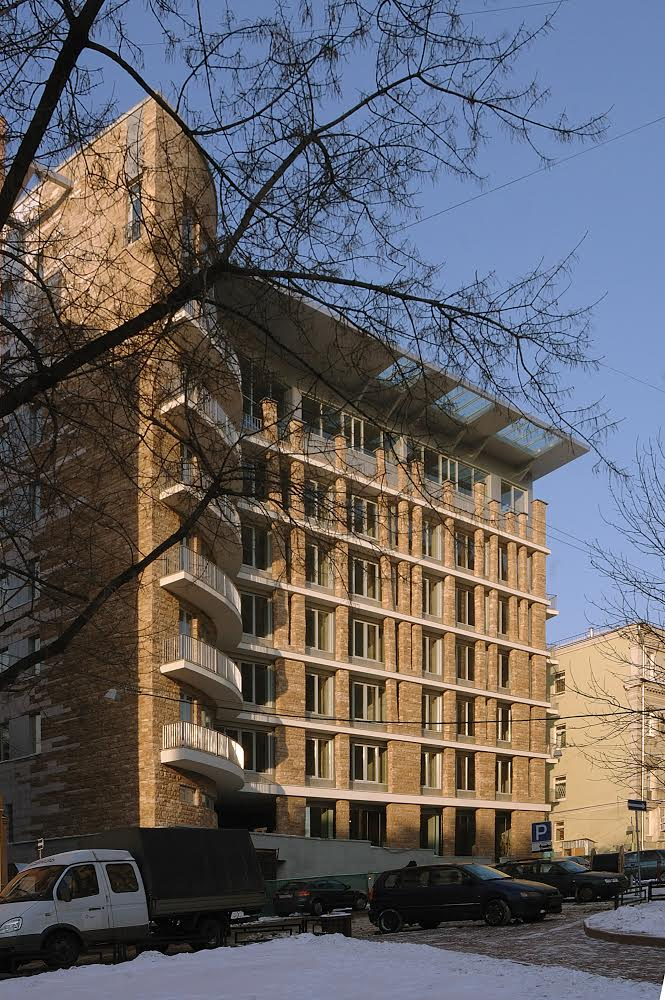
Дом в Брюсовом переулке
Высотка в Сочи
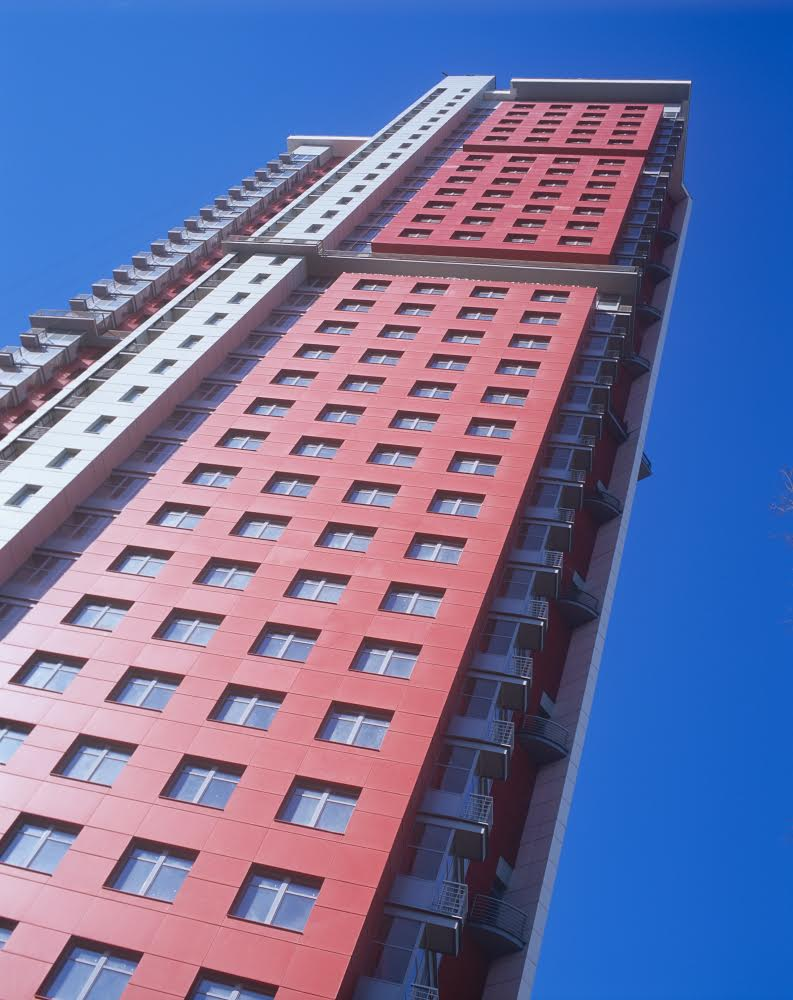
Высотное жилое здание около ВДНХ

### Выставки
- 2008 — Биеннале (Венеция)[источник не указан 3639 дней]
- 2014 — посвящённая 20-летию архитектурной мастерской «Алексей Бавыкин и партнёры» (Музей архитектуры имени А. В. Щусева)[8]

персональные
- 2007 — Музей архитектуры имени А. В. Щусева[4][9]

### Отзывы
Реализованные работы мастерской Бавыкина отличает, с одной стороны, ощущение, как будто они там были всегда, но, с другой, что они стоят немного «боком». Есть люди, которые не любят быть в шеренге, они, подчиняясь общим правилам, находятся всегда «под углом».— А. В. Кузьмин, президент РААСН

Алеша Бавыкин — неправильный архитектор. Естественно, что слово «неправильный» означает скорее, что он необычный архитектор. Он архитектор-художник по старинной классификации, а применительно к нашему герою его правильно будет называть художник-архитектор.— Александр Скокан

## Награды и признание
- 2-я премия международного концептуального Конкурса «Стиль 2001 года» (1984)[3]
- награды Международного фестиваля «Зодчество»
- барельеф «Золотое сечение» смотра-конкурса «Золотое сечение 2007» в разделе «Проект» — за проект реконструкции административно-офисного здания со встроенной автостоянкой по адресу: Москва, 3-й Автозаводский пр-д, вл. 13 (совместно с М. М. Мареком, Л. Н. Збарской, И. Щепетковым)[10]
- Заслуженный архитектор Российской Федерации[1]